# Måstjärnen, Jämtland
Måstjärnen är en sjö i Åre kommun i Jämtland och ingår i Indalsälvens huvudavrinningsområde. Sjön har en area på 0,107 kvadratkilometer och ligger 398,9 meter över havet.

## Delavrinningsområde
Måstjärnen ingår i det delavrinningsområde (707784-135511) som SMHI kallar för Inloppet i Äcklingen. Medelhöjden är 532 meter över havet och ytan är 17,48 kvadratkilometer. Räknas de 16 avrinningsområdena uppströms in blir den ackumulerade arean 101,85 kvadratkilometer. Ycklan (Storvallån) som avvattnar avrinningsområdet har biflödesordning 2, vilket innebär att vattnet flödar genom totalt 2 vattendrag innan det når havet efter 355 kilometer. Avrinningsområdet består mestadels av skog (63 procent), sankmarker (14 procent) och kalfjäll (22 procent). Avrinningsområdet har 0,21 kvadratkilometer vattenytor vilket ger det en sjöprocent på 1,2 procent.